# Regulatorzy
Regulatorzy (ang. Regulators) – powieść Stephena Kinga z 1996. Wydana została pod pseudonimem Richard Bachman. Po polsku ukazała się w 1997 roku nakładem wydawnictwa Prima.